# І (кирилиця)
І, і — літера деяких кириличних абеток; позначає неогублений голосний звук переднього ряду високого підняття [і]. Колись називалась «і десяткове».

## Історія
Походить від старослов'янської кириличної літери  («і»), утворене на основі аналогічної літери візантійського уніціалу, що була варіантом грецької Ι, ι («йота»). Старослов'янська назва букви — «і», її фонетичний дублер  називається «іже», хоча зазвичай їх називали відповідно «і десяткове» і «і вісімкове» — за їхніми числовими значеннями у кириличній цифірі.
У глаголиці мала вигляд  . Числове значення у кириличній буквеній цифірі — «десять», у глаголичній — «двадцять».

## В абетці української мови
І — дванадцята літера української абетки. У сучасній українській мові позначає неогублений голосний [i] переднього ряду верхнього підняття, а на початку деяких слів, залежно від вимови, крім звичайного [i], також цей звук з більшим чи меншим наближенням до [и]: [іиндик, іиноді, іинший, іискра, або индик, иноді, инший, искра].
У староукраїнській графіці мала варіанти и, і, ї, j, які у зв'язку з наявністю різних писемних шкіл і типів письма (устав, півустав, скоропис) вживали у кількох варіантах, що допомагає визначити час і місце написання пам'яток.
Тривалий час і вживали в українському письмі як дублер літери и, а пізніше й ы — у більшості українських земель з XII—XIII ст. їх читали як звук [ɪ] (що виник внаслідок злиття стародавніх [і] та [ɨ]), причому з XV ст. і писали перед голосними, а и, ы — в інших позиціях. Для звука [і] тоді використовувалася літера ѣ («ять»): наприклад, мѣнута, фѣґура.
У 16 столітті, крім рукописної, з'явилась друкована форма літери.
У «ярижці» вживання цієї літери було аналогічне використовуванню її у російському письмі — перед літерами, що позначали голосні звуки: «а», «е», «ю», «я».
В українській абетці літера і послідовно вживається, починаючи з «Грамматики малороссійскаго нарічія» О. П. Павловського (1818) — для позначення голосного [і], що виник з праслов'янських *o, *e в новозакритому складі та давнього початкового *i (ігри — множина від «гра», іскра).
У правописі Гатцука і використано замість скасованого ѣ — для позначення звука [і], ця заміна стала правилом для всіх подальших правописних систем.

Літера — І

### Звук і
Звук [і] існував у праслов'янській мові, де він може мати різне походження: від праіндоєвропейського ī, від праіндоєвропейських дифтонгів ei̯ і oi̯, від сполучення *jь. У більшості українських діалектів надалі він злився з [ɨ] в новий звук [ɪ]. Але потім виник новий [і] — з праслов'янських *o, *e в новозакритому складі (явище ікавізму). В одиничних випадках [і] розвинувся з [u] в аналогічній позиції (діброва, заміж, огірок). Окрім того, в [і] могли переходити й інші звуки.
Отже, сучасне українське і (звук [i]) може походити:
- Від праслов'янського [ě] (віра, білий, ліс);
- Від праслов'янських *o, *e в новозакритому складі після занепаду редукованих (дім, бір, стіл);
- Від [і] (на письмі — ѣ), що замінив за аналогією праслов'янський *i у закінченнях родового, давального і місцевого відмінків слів з основою на *-ĭ і *-n (ночі, тіні, печі, імені, племені при д.-рус. имени, племени, ночи, печи), у закінченнях давального відмінка слів з основою на *-ŭ (синові при д.-рус. сынови, домови, садови, наявність і замість належного и пояснюється аналогією до закінчення давального 1-ї відміни), на *-r і на *-nt (теляті, ягняті, матері при д.-рус. телѧти, ягнѧти, матери), у закінченнях називного множини прикметників (добрі, любі, хоробрі), і в деяких інших випадках;
- Від «нового ятя» (камінь, степінь, матір);
- Від праслов'янського *i після пом'якшеного приголосного (середній, синій при д.-рус. середнии, синии);
- Від протетичного голосного (іржа);
- Він міг утворюватися на стиках морфем (підіймати, віднімати, рознімати);
- Внаслідок запозичень з інших мов (мінута, фігура, лірика). У старих запозиченнях переважно вживали «и» (винятком є слово барвінок, що здавна вимовлялося через [і] внаслідок зближення з вінок)[1], зараз написання «і» у запозичених словах визначає «правило дев'ятки».
- Від йотованого [i] — тобто у сполученні його з попереднім [j] (прасл. strojiti, stojitь). Йотований [і] передається літерою ї, яка замінює буквосполучення йі.

### Інше використання
Нині використовується також при класифікаційних позначеннях і означає «дванадцятий» (до введення в абетку літери ґ мало значення «одинадцятий»): пункт «і» розділу 2. При цифровій нумерації може вживатися як додаткова диференційна ознака, коли ряд предметів має однаковий номер: кабіна № 8-ті й подібне.

## В інших абетках

### Російська абетка
У російській мові літеру вживали до реформи 1918 р., після якої її замінила «и». Літера і позначала той же звук [і], що її дублер «и», але вживалася лише перед голосними, «й», та у слові «міръ» (яке означало «світ») — для відрізнення від «миръ» («мир»).

### Білоруська абетка
У білоруській абетці вживається для позначення звука [і].

## Інше
- Літера «і» має діакритичний знак крапку. Існує вираз «поставити крапку (крапки) над „і“», що має два значення: «уточнити сказане, не залишити нічого недомовленим», і «довести до логічного завершення»[2].